# Phylloxiphia formosa
Phylloxiphia formosa is een vlinder uit de familie van de pijlstaarten (Sphingidae). De wetenschappelijke naam van de soort werd in 1914 gepubliceerd door Arnold Schultze.